# Yamato - Il nuovo viaggio
Yamato - Il nuovo viaggio (宇宙戦艦ヤマト 新たなる旅立ち?, Uchū Senkan Yamato Aratanaru Tabidachi) (anche conosciuto come Bon Voyage Yamato) è un film d'animazione giapponese, terzo film di Star Blazers di Leiji Matsumoto. L'equipaggio della Yamato dovrà sconfiggere il nuovo Dark Nebula Empire.

## Trama
Dopo aver combattuto contro l'Impero della Cometa bianca, la Yamato ritorna sulla Terra per le riparazioni e per imbarcare nuovi membri dell'equipaggio. Desler ritorna sul suo pianeta natale per rendere un ultimo omaggio, ma si imbatte nella flotta del Black Nebula Empire, il cui obiettivo successivo è Iscandar. Desler, con l'aiuto di Kodai e dell'equipaggio della Yamato, decide di partire in soccorso della regina Starscha.

## Colonna sonora
Sigla finale
- Sasha My Love cantata da Chiyoko Shimakura